# Panulirus penicillatus
Langouste fourchette
Espèce
Synonymes
- Astacus penicillatus Olivier, 1791

Statut de conservation UICN

 LC  : Préoccupation mineure
Panulirus penicillatus ou langouste fourchette est une espèce de crustacés décapodes de la famille des Palinuridae.

## Description
C'est une grosse langouste d'aspect caractéristique, pourvue de longues antennes brunâtres qu'elle laisse souvent dépasser de la cavité où elle vit cachée pendant la journée. Elle mesure généralement une trentaine de centimètres à l'âge adulte, mais certains sujets peuvent atteindre 40 cm de long. La couleur générale est rougeâtre (pouvant tirer sur le gris-vert ou le violet) constellée de points d'un blanc pur, et les pattes ambulatoires sont parcourues de lignes blanches.

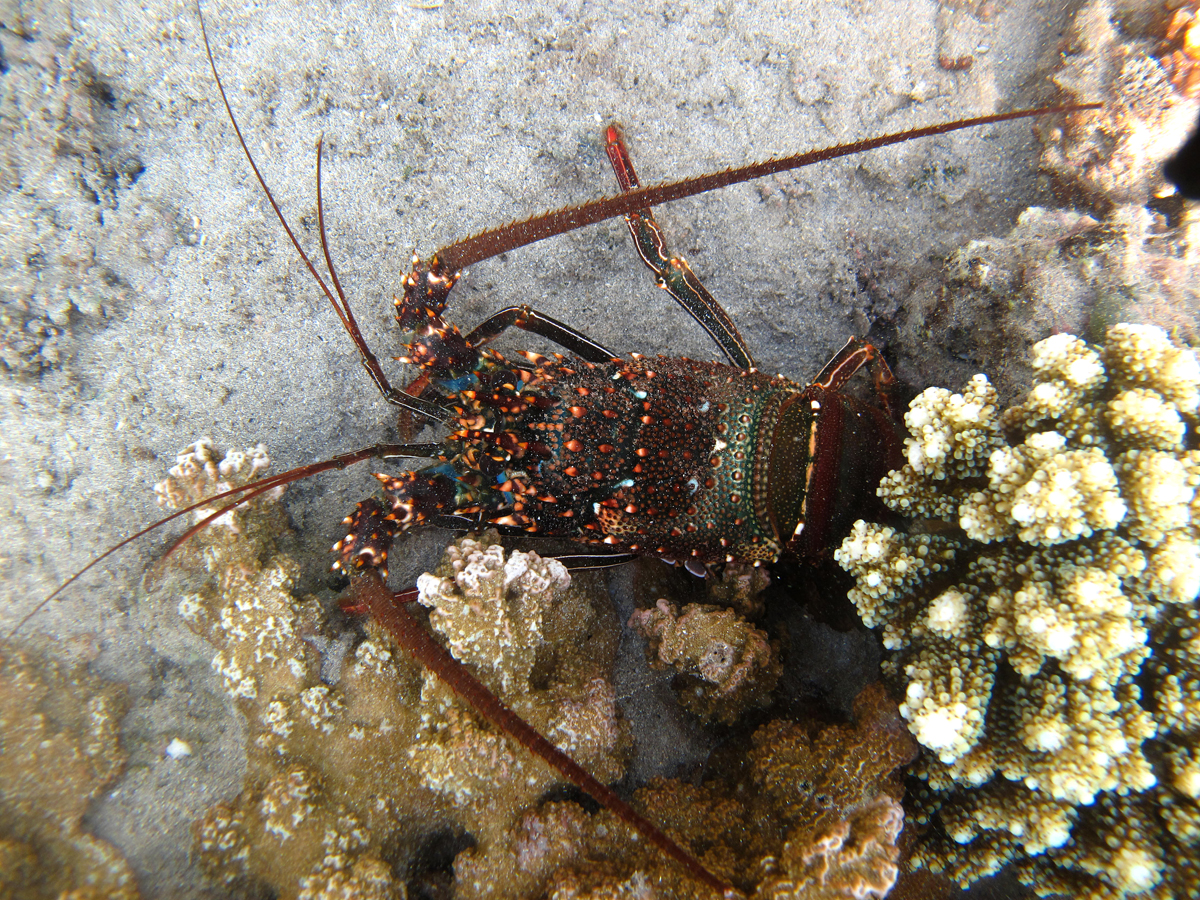
Une langouste fourchette observée à faible profondeur à La Réunion.
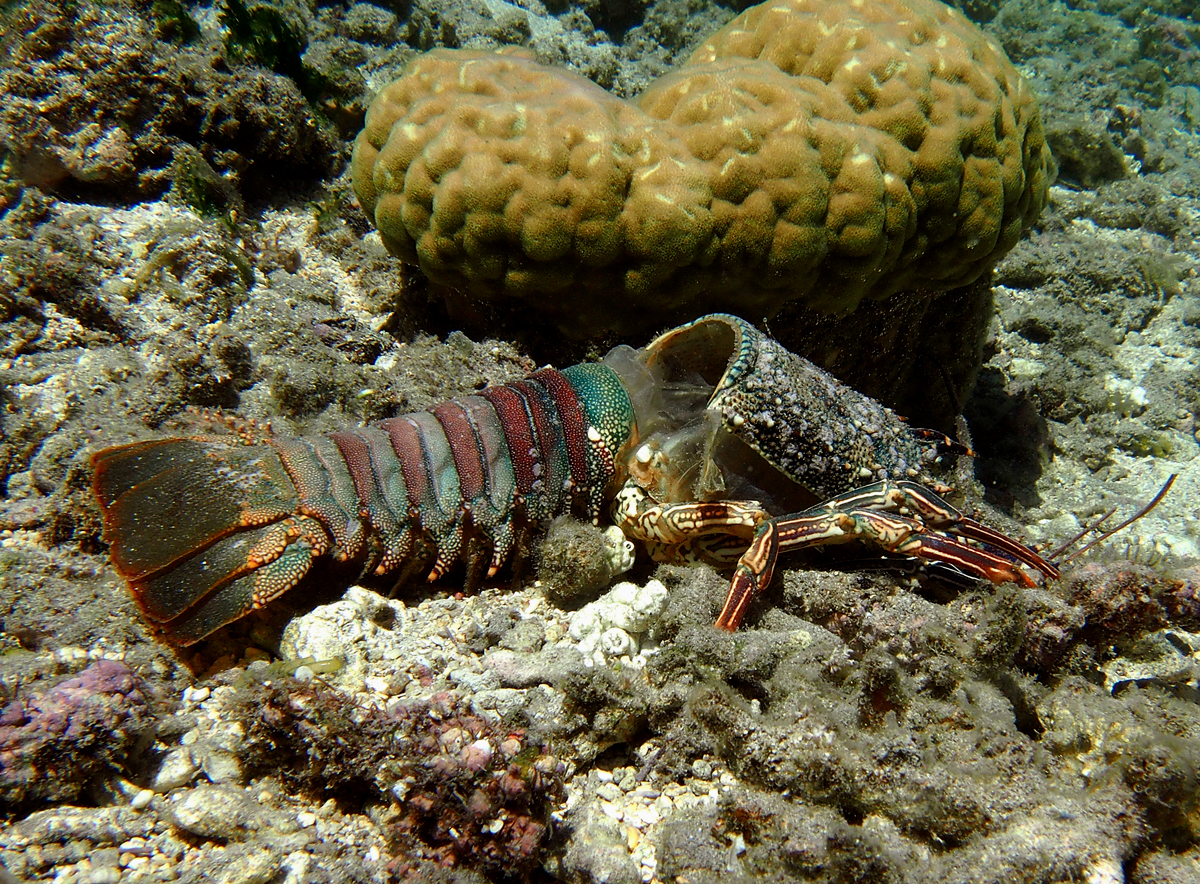
Exuvie (« mue ») de langouste fourchette à La Réunion.

## Habitat et répartition
Cette langouste est répandue dans tout l'Indo-Pacifique tropical, des côtes africaines aux îles du Pacifique. On la trouve principalement dans les écosystèmes coralliens.
On la rencontre dissimulée dans des cavités pendant la journée, entre la surface et 16 m de profondeur.

## La langouste fourchette et l'Homme
Cette espèce est très exploitée commercialement, ce qui a amené à sa raréfaction voire disparition dans de nombreux endroits ; cependant comme son aire de distribution est vaste et englobe de nombreuses aires protégées, l'espèce n'est pas considérée comme menacée globalement.
Cette espèce est appelée « langouste fourchette », « vraie langouste verte », « grosse tête » ou encore « langouste violette ». En anglais elle est appelée variegated crayfish, tufted spiny lobster, spiny lobster, Socorro spiny lobster, red lobster, pronghorn spiny lobster, golden rock lobster, double spined rock lobster, ou encore coral cray.